# Beatrice Câșlaru
Beatrice Nicoleta Coadă-Câșlaru  (n. 20 august 1975, Brăila, România) este o înotătoare română care a câștigat o medalie de argint și una de bronz la Sydney 2000; a câștigat de asemenea numeroase  medalii la Campionatele Mondiale și Europene. Probele sale preferate fiind 200 m mixt și 400 m mixt.

## Biografie
A început să practice înotul la CSS (devenit ulterior Liceul cu Program Sportiv), sub îndrumarea antrenoarei Gabriela Stoicescu. Este multiplă campioană națională. Primele rezultate pe plan internațional le obține la CE de juniori din 1989 - medalie de bronz la 200 m liber și în special, în 1990 - 2 medalii de aur la 200 și 400 m mixt și 2 de argint la 200 și 800 m liber. La CE de seniori din 1991, de la Atena, realizează o performanță deosebită - 4 medalii de argint (200 și 400 m mixt, 200 m bras și 400 m liber), iar în 1996 la CE de la Rostock (bazin scurt) - o nouă medalie de argint la 400 m mixt. 
Ea este finalistă la JO din 1996 (Atlanta) la 400 m mixt (locul VI) și cu ștafeta de 4x200 m liber (locul VII). La CE din 1997 (Sevilla) s-a clasat pe locurile VI în probele de 200 si 400 m mixt. În 1999 (legitimată la CSM Pitești cucerește la CE de la Istanbul 3 medalii de argint (200 și 400 m mixt și 200 m bras), și o medalie de bronz cu ștafeta 4 X 200 m liber. Realizează performanțe remarcabile în anul 2000 (antrenor Eduard Caslaru): 3 medalii de aur la 200 m mixt (2:12,57), 200 m bras (2:26,76) și cu ștafeta de 4x200 m liber (8:03,17), o medalie de argint la 400 m mixt (4:41,64) și o medalie de bronz cu ștafeta 4x100 m mixt (4:10,05) obținute la CE de la Helsinki; medalie de argint la 200 m mixt (2:12,57), medalie de bronz la 400 m mixt (4:37,18) și locul IV cu ștafeta de 4x200 m liber (8:01,63) la JO de la Sydney.
Beatrice Coadă-Câșlaru este profesoară de educație fizică, absolventă a IEFS IASI, promotia 2007. Maestra emerită a sportului la înot. Este căsătorită cu antrenorul Eduard Câșlaru.
Din 1999 ea este cetățean de onoare al municipiului Brăila. Pentru performanțele obținute, în anul 2000, i s-a conferit Ordinul Național Pentru Merit în grad de Ofițer.